# Southampton Township (comté de Franklin, Pennsylvanie)
Southampton Township est un township situé à l'est du comté de Franklin, en Pennsylvanie, aux États-Unis,. En 2010, il comptait une population de 7 987 habitants.

## Démographie
Lors du recensement de 2010, le township comptait une population de 7 987 habitants. Elle est estimée, en 2018, à 8 495 habitants.